# Murdannia stictosperma
Murdannia stictosperma är en himmelsblomsväxtart som beskrevs av John Patrick Micklethwait Brenan. Murdannia stictosperma ingår i släktet Murdannia och familjen himmelsblomsväxter.
Artens utbredningsområde är Zambia. Inga underarter finns listade.